# CygamesPictures
CygamesPictures (japonsky 株式会社サイゲームス・ピクチャーズ, Kabušiki gaiša Saigémusu Pikučúzu) je japonské animační studio založené v dubnu 2016. Cygames je mateřskou společností studia.

## Historie
V roce 2015 společnost Cygames oznámila, že vytvořila vlastní animační divizi, jejímž cílem je produkce nových anime seriálů a filmů založených na jejích videohrách. V roce 2016 bylo ohlášeno, že společnost Cygames plánuje založit animační studio CygamesPictures. Stávající divize by se tak měla vyčlenit ze samotné společnosti a stát se její dceřinou společností.

## Tvorba

### Televizní seriály
| Rok           | Název                       | Režie            | Od             | Do              | Díly          | Poznámky                                                        | Zdroje |
| ------------- | --------------------------- | ---------------- | -------------- | --------------- | ------------- | --------------------------------------------------------------- | ------ |
| 2019          | Manaria Friends             | Hideki Okamoto   | 20. ledna 2019 | 24. března 2019 | 10            | Založeno na mobilní hře Rage of Bahamut od společnosti Cygames. | [ 3 ]  |
| 2020          | Princess Connect! Re:Dive   | Takaomi Kanasaki | 6. dubna 2020  | 29. června 2020 | 13            | Založeno na stejnojmenné RPG videohře od společnosti Cygames.   | [ 4 ]  |
| bude oznámeno | Princess Connect! Re:Dive 2 | bude oznámeno    | bude oznámeno  | bude oznámeno   | bude oznámeno | Pokračování anime seriálu Princess Connect! Re:Dive.            | [ 5 ]  |

### ONA
| Rok  | Název                       | Režie              | Od            | Do            | Díly | Poznámky                                                                          | Zdroje |
| ---- | --------------------------- | ------------------ | ------------- | ------------- | ---- | --------------------------------------------------------------------------------- | ------ |
| 2017 | Blade Runner Black Out 2022 | Šin'ičiró Watanabe | 27. září 2017 | 27. září 2017 | 1    | Krátkometrážní film, který slouží jako prequel k hranému filmu Blade Runner 2049. | [ 6 ]  |